# Téo José
Teocles José Brocos Auad, mais conhecido como Téo José (Goiânia, 29 de julho de 1963) é um locutor esportivo brasileiro, atualmente está na Band.
Teve passagens pela Manchete, PSN, RedeTV!, Band, Fox Sports e SBT.
Tem mais de 200 provas da Indy em seu currículo e a maioria transmitida in loco. Esteve nas 500 Milhas de Indianápolis de 1993, narrando a vitória do brasileiro Emerson Fittipaldi. Também já fez quatro Copas do Mundo FIFA: a de 1998 pelo SBT, a de 2006 pelo BandSports, e as de 2010 e a de 2014 pela Band. Nesta última, realizada no Brasil, Téo foi o narrador titular nos jogos da Seleção Brasileira e em outras partidas, como a final entre Alemanha e Argentina.

## Carreira
Aos 10 anos, adotou o Goiás como time do coração e é torcedor esmeraldino até hoje. Téo era o goleiro da seleção do colégio em que estudava. Chegou ao infanto-juvenil (equivalente ao sub-16) do Goiânia Esporte Clube.
Começou no rádio em Goiás, passando por RBC FM e Rádio Araguaia, atual CBN. Ainda no rádio, esteve na Jovem Pan, como narrador da Fórmula 1.
Na TV iniciou como repórter da TV Serra Dourada, afiliada do SBT em Goiás. Depois se transferiu para a Manchete onde, em 1993, fez a primeira temporada da Fórmula Indy.
No ano de 1995, transferiu-se para o SBT narrando corridas da CART, transmitidas pelo canal até o fim da temporada 2000, e também jogos de futebol que a emissora paulista transmitia, como a Copa do Brasil. No canal, protagonizou o dia de maior audiência da Fórmula Indy no Brasil — 23 pontos às 13 horas de um domingo. Transmitiu as Olimpíadas de 1996 no canal. 
Também passou pelo canal a cabo PSN entre os anos de 2000 e 2002, indo morar com sua família nos Estados Unidos. 
De volta ao Brasil, narrou pela RedeTV! a Champ Car e a Liga dos Campeões em 2004.
Chegou à Band em 2006, onde narrou corridas da Indy e da Fórmula Truck. Foi ainda o responsável por narrar as partidas da Seleção Brasileira de futebol e handebol nos Jogos Olímpicos de 2016. Além disso, já fez diversos carnavais pelo Band Folia e foi narrador oficial do Festival Folclórico de Parintins.
Em 2014, com a morte de Luciano do Valle, tornou-se o principal narrador esportivo da Band. Permaneceu na emissora até fevereiro de 2018. onde narrou futebol, Fórmula Truck e a IndyCar Series. É reconhecido pelos telespectadores que acompanhavam as transmissões na Rede Manchete pelo famoso bordão "Não Perde Mais!". Em 15 de fevereiro, foi contratado pelo FOX Sports.
Em 10 de setembro de 2020, deixou o Fox Sports e acertou o seu retorno definitivo ao SBT após 20 anos para ser o principal narrador da emissora nas transmissões da Copa Libertadores da América. Antes disso, ele já havia narrado a final do Campeonato Carioca em julho, a convite da emissora. Em 2023 foi o narrador titular da CONMEBOL Sudamericana no canal.
Em 11 de março de 2024, Téo é anunciado como novo contratado da TV Sucesso, marcando sua volta à televisão goiana após 31 anos, o jornalista ficará encarregado de montar a equipe esportiva do canal e apresentará a versão local do programa Jogo Aberto. No mês de maio, anuncia seu retorno à Band como narrador das transmissões do Brasileirão Série B.

## Prêmios
| Ano  | Prêmio                                                                     | Categoria                   | Resultado | Ref.  |
| ---- | -------------------------------------------------------------------------- | --------------------------- | --------- | ----- |
| 2015 | Troféu ACEESP (Associação dos Cronistas Esportivos do Estado de São Paulo) | Narrador de TV              | Indicado  |       |
| 2016 | Troféu ACEESP (Associação dos Cronistas Esportivos do Estado de São Paulo) | Narrador de TV              | Indicado  | [ 8 ] |
| 2021 | Prêmio Comunique-Se                                                        | Esportes: Locutor Esportivo | Venceu    | [ 9 ] |

## Vida pessoal
É casado com Telma Cristina, com quem tem um filho, Alessandro (batizado assim em homenagem ao piloto italiano Alessandro Zanardi).  